# コリー・ブッカー
コリー・アンソニー・ブッカー（英語: Cory Anthony Booker, 1969年4月27日 - ） は、アメリカ合衆国の政治家である。ニュージャージー州選出のアメリカ合衆国上院議員（2期）。
2019年2月1日に2020年アメリカ合衆国大統領選挙に向けた民主党の候補者指名争いへの出馬を表明したが、2020年1月13日に撤退した。

## 経歴

### 生い立ち
1969年4月27日にワシントンD.C.に誕生し、ニュージャージー州バーゲン郡ハリントンパークで育つ。アフリカン・メソジスト監督教会を信仰する家族のもとで育てられ、高校時代には「USAトゥデイ全米高校アメリカンフットボールチーム（英語版）」のディフェンシブバックに選出された。
スタンフォード大学では政治学を専攻するとともに、同大学のアメリカンフットボールチームのタイトエンドとして汗を流した。同時期のチームメイトにはのちにNFL選手となったブラッド・マスターやエド・マキャフリーらがいる。このほか、オックスフォード大学大学院ではローズ奨学制度受給生としてアメリカ史を学んだ他、イェール・ロー・スクールでも法務博士課程を修めている。

### ニューアーク市長
学業を終えた後はニューヨークやニュージャージー州ニューアークの非営利団体に専属弁護士として勤務し、1998年のニューアーク市議会議員選挙に出馬して初当選した。
2002年1月9日にニューアーク市長選挙への無所属での出馬を表明する。同年5月の本選挙では現職に敗れたものの、2006年の市長選挙では72パーセントの得票率で当選を果たす。2010年の市長選挙で再選され、全米のマスメディアの注目を浴びる存在に成長した。

### 上院議員
2012年12月20日に2014年の連邦上院選挙に民主党候補としての立候補を表明する。現職の死去を受けて行われた2013年10月の上院補欠選挙に前倒しで出馬して当選し、ニュージャージー州選出者としては初めてのアフリカ系アメリカ人の連邦上院議員となった。全米単位でもアフリカ系アメリカ人が上院議員に選出されたのは2004年のバラク・オバマ（イリノイ州選出）以来のことだった。
上院議員就任後は雇用差別禁止法案（英語版）や婚姻尊厳法案（英語版）を共同提出するなど、性的少数者の法的権利を保護するために奔走する。一方で、テッド・クルーズをはじめとする共和党議員とも党派の垣根を超えて交流を重ねた。2014年の上院通常選挙では同性婚反対団体が支援する共和党候補を降し、得票率55.8パーセントで再選される。
2016年アメリカ合衆国大統領選挙ではヒラリー・クリントンへの支持を表明し、一時は副大統領候補に指名される可能性も取り沙汰された。大統領選挙の後に召集された連邦議会では司法長官指名承認公聴会でジェフ・セッションズを聴聞した。
2025年3月31日、19時からアメリカ合衆国大統領のドナルド・トランプへの批判を中心とした長時間の演説を行った。演説は翌4月1日20時過ぎまでの25時間4分にわたって行われ、その結果、これまでの最長だったストロム・サーモンドによる演説記録（1957年、24時間18分）を更新した。

### 2020年アメリカ合衆国大統領選挙
2019年2月1日に2020年アメリカ合衆国大統領選挙に向けた民主党の候補者指名争いへの出馬を表明する。ニュージャージー州知事フィル・マーフィーやニュージャージー州選出上院議員ロバート・メネンデスの他にニュージャージー州下院の全ての民主党所属議員から支持を獲得した。しかしその後左派や黒人に支持が広がらず、資金難を理由に2020年1月13日に選挙からの撤退を表明した。

## 親族

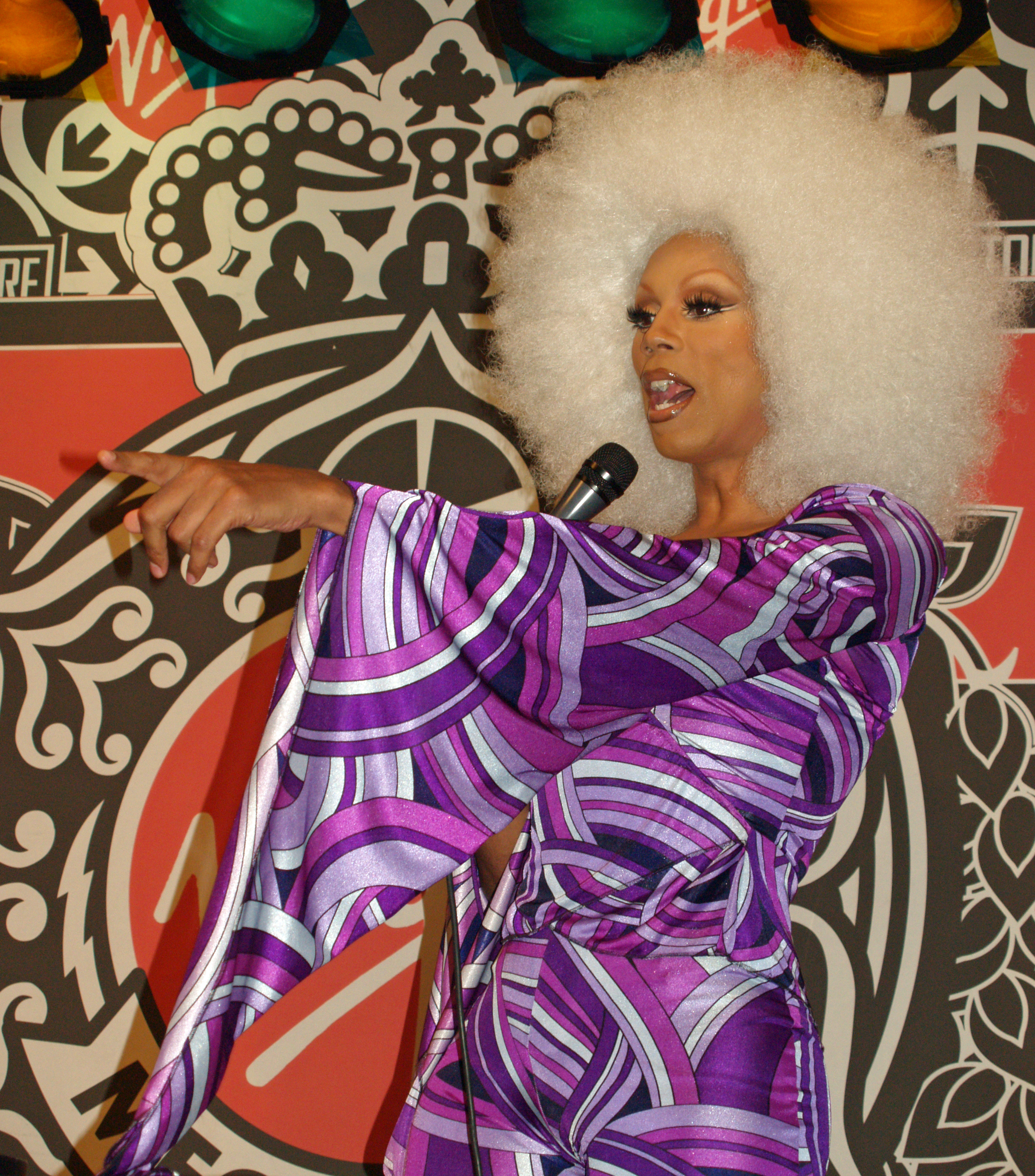
従妹のル・ポール

- ル・ポール - 従妹